# Wilhelm Gwinner
Wilhelm Robert Franz Gwinner, seit 1908 von Gwinner, (* 17. Oktober 1825 in Frankfurt am Main; † 27. Januar 1917 ebenda) war ein deutscher Jurist und Schriftsteller sowie Testamentsvollstrecker und erster Biograf des Philosophen Arthur Schopenhauer.

## Leben

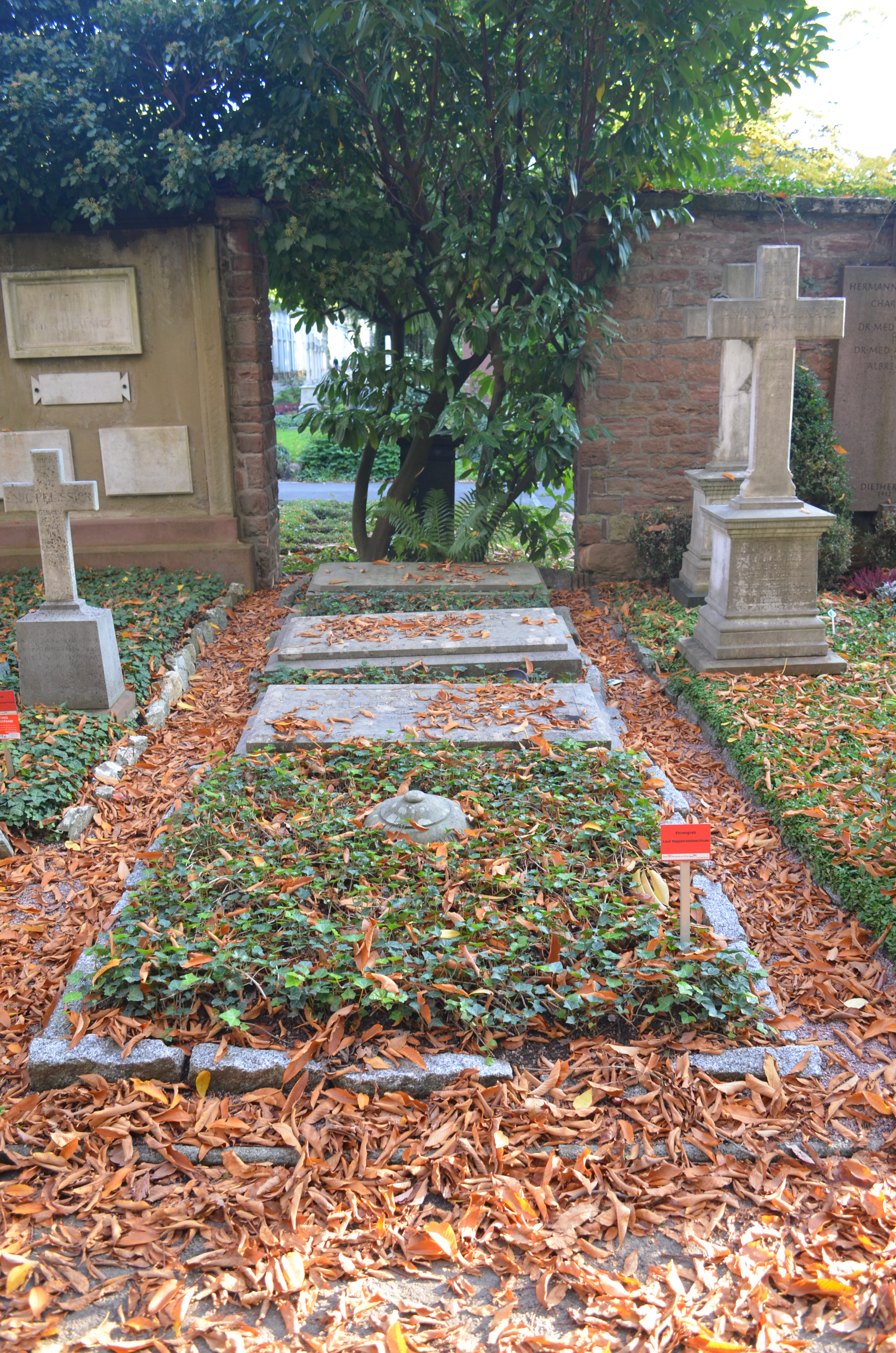
Familiengrabstätte Gwinner auf dem Frankfurter Hauptfriedhof

Wilhelm Gwinner wurde als Sohn von Philipp Friedrich Gwinner und Catharina geb. von Rolland (1800–1887) geboren und besuchte das Frankfurter Gymnasium. Er studierte ab 1844 Rechtswissenschaften in Jena und Heidelberg. Während seines Studiums in Jena wurde er 1844 Mitglied der Burschenschaft auf dem Fürstenkeller. Nach der Promotion zum Dr. iur. 1847 in Heidelberg folgte eine Tätigkeit als Advokat in Frankfurt. Ab 1849 studierte Gwinner Philosophie und Theologie in Tübingen. Nach der erneuten Promotion zum Dr. phil. trat er in die Dienste der Freien Stadt Frankfurt, zunächst als Sekretär des Appellationsgerichts Frankfurt am Main, von 1865 bis 1866 als Stadtgerichtsrat. Nach der Annexion Frankfurts durch Preußen wurde er Landgerichtsdirektor. 1899 wurde er zum Geheimen Rat ernannt, 1908 in den erblichen preußischen Adelsstand erhoben.
Gwinner war eine der Vertrauenspersonen von Arthur Schopenhauer. Er besuchte den Philosophen kurz vor dessen Tod zum letzten Mal und protokollierte die Worte Schopenhauers bezüglich dessen bevorstehendem Ableben.
Gwinner war befreundet mit Theodor Creizenach, Heinrich Hoffmann und Ludwig Braunfels. Von 1880 bis 1882 war er Senior des evangelischen Gemeindevorstandes, von 1882/83 bis 1899 Direktor des evangelischen Konsistoriums. Zudem war er langjähriges Mitglied im Kirchenvorstand der Weißfrauengemeinde. Mit seiner Frau Eugenie geb. Dreiß (1825–1900) wohnte er im Großen Hirschgraben Nr. 5. Sein Sohn war der Bankier und Kunstmäzen Arthur von Gwinner, eine Enkelin Charlotte von Gwinner.
Gwinner wurde im Familiengrab auf dem Frankfurter Hauptfriedhof (Gewann B an der Mauer 398a) bestattet.

## Werke (Auswahl)
- Grundlinien einer Kritik der Idee der Volkssouveränität. Dissertation Universität Tübingen 1849.
- Arthur Schopenhauer aus persönlichen Umgange dargestellt. Brockhaus 1862.
- Schopenhauer und seine Freunde: Zur Beleuchtung der Frauenstädt-Lindner'schen Vertheidigung Schopenhauer's sowie zur Ergänzung der Schrift: "Arthur Schopenhauer aus persönlichem Umgange dargestellt." Brockhaus 1863.
- Denkrede auf Arthur Schopenhauer zu dessen hundertjährigen Geburtstage am 22. Februar 1888. Brockhaus 1888.
- Schopenhauer's Leben (Classic Reprint). Fb&c Limited 2018, ISBN 0-366-6454-63.